# Kathi McDonald
Kathryn Marie McDonald (25 de septiembre de 1948 - 3 de octubre de 2012), popularmente conocida como Kathi McDonald, fue una cantante de blues y rock estadounidense. Tuvo presentaciones con Kathi McDonald & Friends. Apareció en una extensa lista de álbumes de rock y blues, y estuvo de gira con Long John Baldry antes de su muerte. Ella y Baldry disfrutaron de un éxito pop en Australia, donde su dúo "You've Lost That Lovin' Feelin'", alcanzó el número 2 en 1980. Ella nació en Anacortes, Washington, y residía en el área del estado de Washington en Seattle, pero tenía fuertes conexiones de música de San Francisco. En febrero de 2009, actuó en la gala de inauguración del Museo de San Francisco de Performance & Diseño, junto con Sam Andrew, dando la bienvenida a una nueva exposición dedicada al arte y la música de San Francisco de la era de 1965-1975.
McDonald murió el 3 de octubre de 2012, en Seattle, Washington. Ella tenía 64 años de edad.